# アレクサンドル・ロトチェンコ
アレクサンドル・ミハイロヴィチ・ロトチェンコ（露: Алекса́ндр Миха́йлович Ро́дченко、英: Aleksander Mikhailovich Rodchenko 1891年12月5日（ユリウス暦:11月23日） - 1956年12月3日）は、ロシア構成主義の芸術家。絵画、デザイン、舞台芸術、写真など、幅広くに渡って活躍した。

## 経歴
サンクトペテルブルクで生まれ、タタールスタン共和国のカザンと、モスクワでアートを学んだ。1915年、カジミール・マレーヴィッチの影響を受けたと思われる抽象画作品を制作した。その後、タトリンに師事し、ロシア構成主義のメンバーとなる。

## 写真
写真に関しては、構成主義的な斬新な感覚を積極的に持ち込んだ。
特別な技術・技法を用いずに、例えば、画面を斜めにすること（しかも、強い線を画面に持ち込み、斜めであることを強調する）、人物像などにおける極端なアップ、急な角度で見上げたり見下ろしたりといった視線などの極めてシンプルな手法で、写真ならではの機能を最大限に引き出した作品群を残した。

## 関連文献
- 和多利恵津子編『ロトチェンコの実験室』新潮社、1995年
- 河村彩『ロトチェンコとソヴィエト文化の建設』水声社、2014年